# Segelfluggelände Gammelsdorf

i7
i11
i13
Das Segelfluggelände Gammelsdorf ist ein dem Segelflug gewidmeter Flugplatz im nördlichen Bereich der Gemeinde Gammelsdorf. Der Flugplatz entstand im Zuge des Baus des neuen Flughafens München im Erdinger Moos, wodurch die bisherigen Standorte am Fliegerhorst Erding sowie im Ort Rosenau (Ortsteil der Gemeinde Langenpreising) bei Moosburg a. d. Isar nicht mehr für den Segelflugbetrieb genutzt werden durften. Der erste Flug an diesem Standort fand am 24. November 1991 statt.

## Besonderheit
Eine Besonderheit des Flugplatzes ist die (für seine geographische Position) eher ungewöhnliche Ausrichtung der Start-/Landebahn in Nord-Süd-Richtung, die dafür sorgt, dass häufig starke Seitenwinde aus Ost und West vorherrschen. Der Baumbewuchs am nördlichen Bahnende sorgt dabei für einen starken Windabfall in Bodennähe, was Landungen erschwert. Eine weitere Besonderheit ist ein Geländeeinschnitt (Senke); die Piste wird hierdurch mittig geteilt. Dieser Einschnitt ist auch der Grund dafür, dass in der offiziellen ICAO-Karte der DFS eine Bahnlänge von nur 255 m angegeben wird, die Länge der Teilstücke sich jedoch auf 900 m addiert. Gerade für platzfremde Piloten kann dies zu einer Herausforderung werden.